# Aeroport de Vichadero
L'Aeroport de Vichadero (IATA: VCH, OACI: SUVO) és un aeroport de l'Uruguai. Es troba al nord-est de la localitat de Vichadero, al departament de Rivera, a la zona nord del país.